# Perigenes similis
Perigenes similis är en insektsart som beskrevs av Barber 1906. Perigenes similis ingår i släktet Perigenes och familjen Rhyparochromidae. Inga underarter finns listade i Catalogue of Life.